# Metronoom

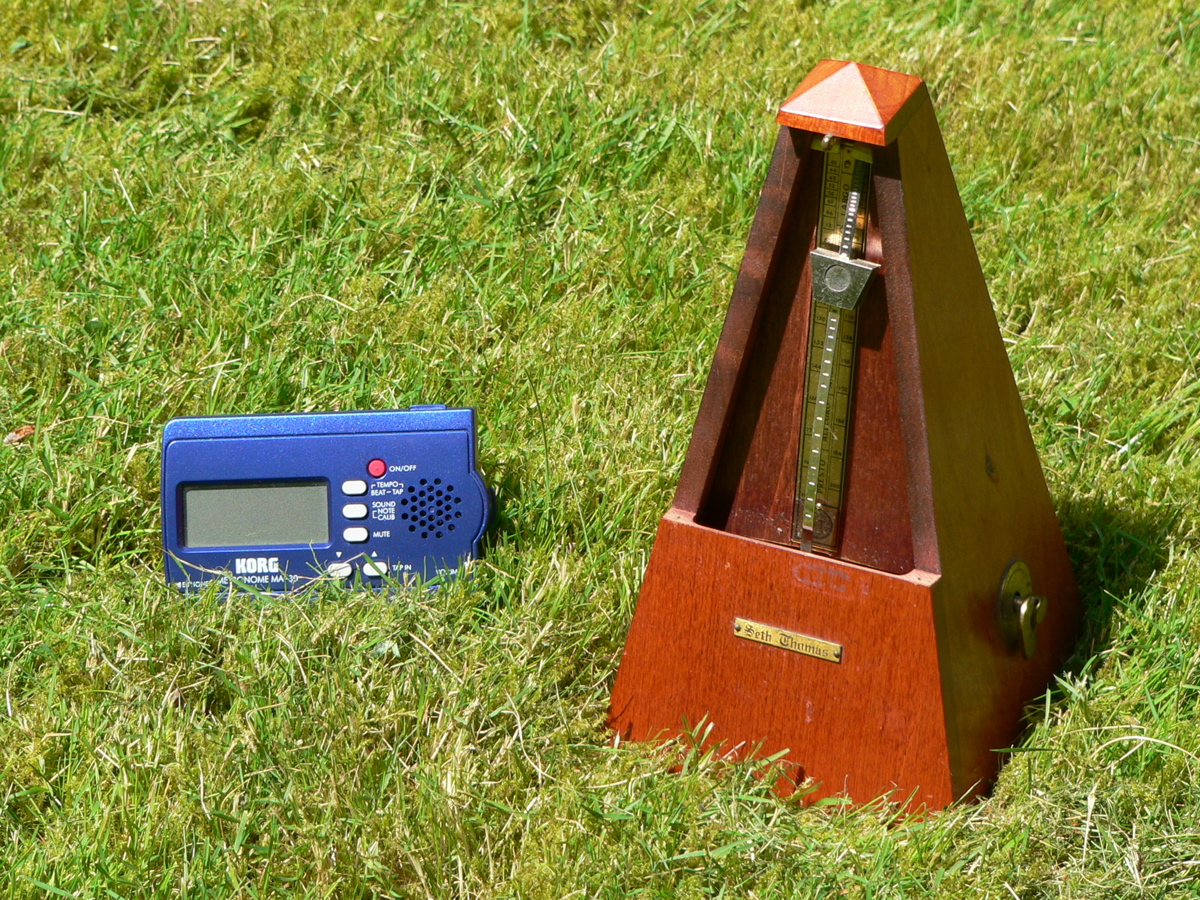
rechts een traditionele metronoom, links een elektronische variant

Een metronoom is een instrument om in muziek een tempo aan te geven. Naast de traditionele mechanische metronoom bestaan er tegenwoordig allerlei elektronische uitvoeringen. 
De metronoom wordt ook gebruikt bij de muziekstudie, om te controleren of men het tempo gedurende het spel vast weet te houden, of om (complexere) ritmes binnen een tempo te bestuderen.

## Soorten metronomen

### Mechanisch
De mechanische uitvoering van een metronoom bestaat uit een uurwerk met een omgekeerde slinger. De slinger beweegt regelmatig heen en weer en laat in elke cyclus twee duidelijk hoorbare tikken horen. Door verstelling van een gewichtje op de slinger kan de slingertijd veranderd worden. Sommige metronomen kunnen ter aanduiding van de maatsoort ook een belsignaal laten horen aan het begin van een maat. Niet alleen de tikken, maar ook de regelmatige beweging van de slinger, helpen de musicus bij het bepalen van het juiste tempo en het aanhouden van de maat. 
De eerste mechanische metronoom werd in Amsterdam rond 1812 uitgevonden door de Duits-Nederlandse uitvinder Dietrich Nikolaus Winkel. Johann Nepomuk Maelzel werd echter bekender als metronoombouwer rond 1820, met een verbeterde versie van Winkels uitvinding. Winkel en Maelzel procedeerden over wie de uitvinding op zijn naam mocht schrijven, waarbij Winkel in het gelijk gesteld werd. Desondanks maakte een patent dat Maelzel in Parijs liet registreren hem en niet Winkel door deze uitvinding rijk.

### Elektronisch
Elektronische metronomen, de zogenoemde clicktracks, hebben meer mogelijkheden, zoals ritmes weergeven binnen een puls. Ook geven sommige een lichtsignaal of kunnen als stemapparaat gebruikt worden. Geavanceerde elektronische metronomen zijn zelfs programmeerbaar in elk gewenst ritme of metrum. In veel keyboards en synthesizers zitten dergelijke metronomen ingebouwd in de vorm van een ritmebox, waarmee verschillende ritmes kunnen worden gekozen of geprogrammeerd. Ook een smartphone of tablet kan als elektronische metronoom worden gebruikt. Hiervoor zijn diverse metronoom-apps verkrijgbaar in de verschillende app-stores.

## Metronoomgetal
Het zogeheten metronoomgetal is een maat voor het aantal tellen per minuut. Soms wordt de foutieve term metronoomcijfer gebruikt. Het wordt vaak aangegeven als , wat betekent dat er 120 kwartnoten in een minuut gaan.
De eerste industrieel vervaardigde metronoom werd in omvangrijke oplagen gemaakt door de Duitse fabrikant Maelzel. Daarom wordt een metronoomaanduiding in de muzieknotatie aangegeven met M.M. (Maelzels Metronoom)
Bij benadering komen de traditionele tempo-aanduidingen als volgt overeen met de metronoomgetallen:
- Largo: 40 - 60
- Adagio: 66 - 76
- Andante: 69 - 84
- Moderato: 88 - 104
- Allegretto: 108 - 120
- Allegro: 126 - 138
- Vivace: 144 - 160
- Presto: 168 - 192
- Prestissimo: 200 - 208

Een uitgebreidere lijst:
- < 40 Grave
- tot 48 Lento
- tot 60 Largo
- tot 66 Larghetto
- tot 76 Adagio, Sostenuto
- tot 84 Andante
- 84 Maestoso
- tot 90 Andantino
- tot 104 Moderato
- tot 120 Allegretto
- tot 120 Animato
- tot 138 Allegro
- tot 160 Vivace
- tot 192 Allegro assai, Allegro vivace, Presto
- tot 208 Prestissimo

## Varia

### Poème symphonique
In 1962 componeerde György Ligeti het stuk Poème symphonique voor 100 mechanische metronomen. De 100 metronomen moesten, door middel van 10 uitvoerders, allemaal op hetzelfde moment starten, of toch in ieder geval een bepaald startmoment benaderen. Na verloop van tijd hoorden de luisteraars de ene na de andere metronoom ophouden met tikken, om tot slot van het stuk het ritmisch getik van de allerlaatste metronoom stil te horen vallen.

### David and Lisa
In de film David and Lisa uit 1962 speelt het personage Lisa (Janet Margolin) met een metronoom om, deels onbewust, de pianospelende Simon (Mathew Anden) uit zijn lood te doen slaan, waarbij David (Keir Dullea) de storende Lisa op haar ongewenst gedrag wijst. De psychisch labiele Lisa vlucht vervolgens uit het veilige pand om de chaos van de stad op te zoeken.

### Dolidze 17
De open sterrenhoop Dolidze 17 in het sterrenbeeld Orion is een telescopisch asterisme dat sterk lijkt op de figuur van een (op zijn kant liggende) metronoom. Dolidze 17 bevindt zich 1 graad ten noordwesten van de ster Bellatrix (24-γ Orionis).

### Letna
Op de Letna-heuvel in Praag staat sinds 1991 op de plaats van het Stalin-monument een installatie in de vorm van een enorme metronoom met een bewegende slinger als symbool van de tijd.

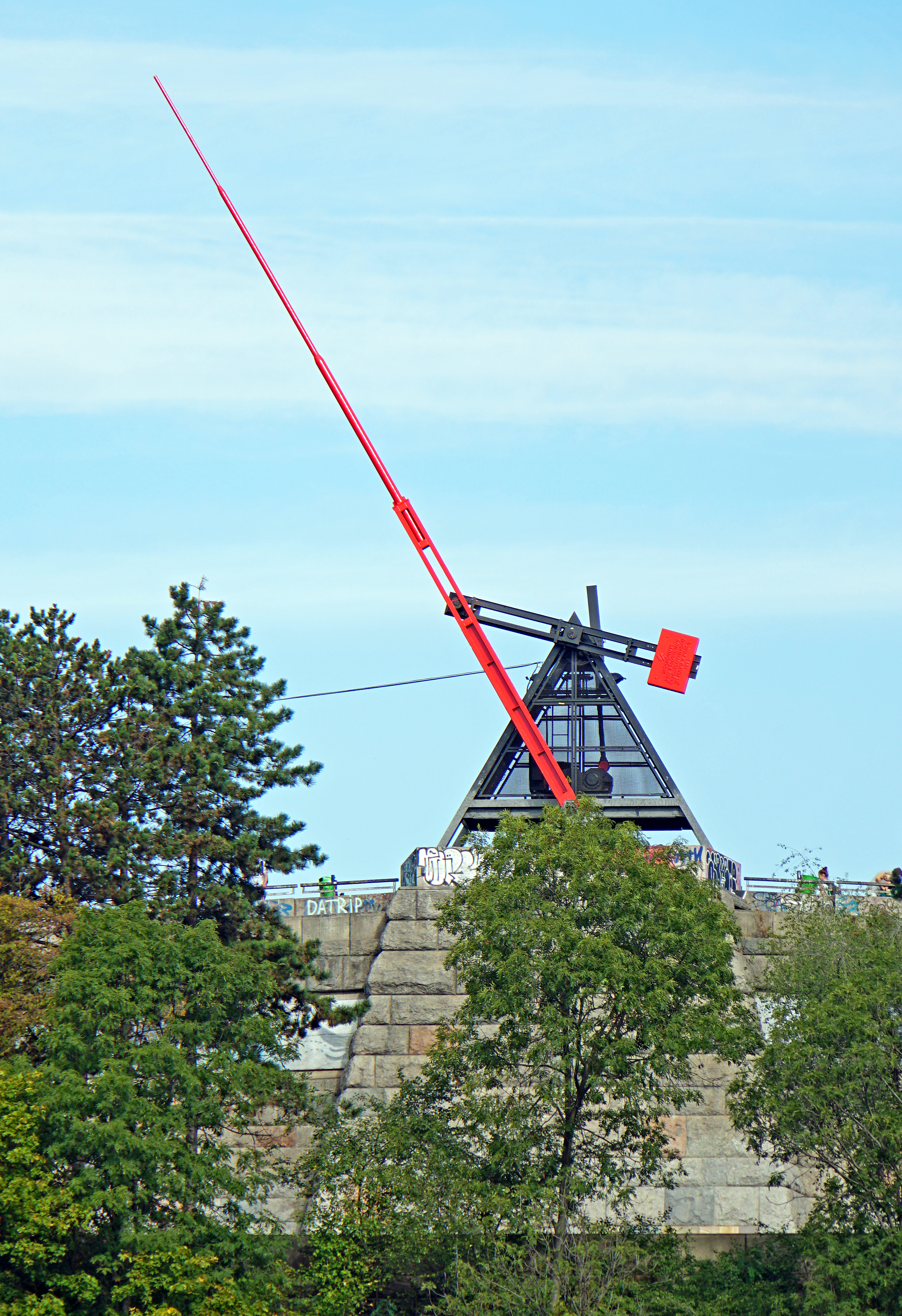
Metronoom in Praag